# Luke Roessler
Luke Roessler (Vancouver, 28 marzo 2007) è un attore canadese.

## Biografia
Luke Roessler ha esordito come attore nel 2015 recitando in un episodio della serie televisiva Hell on Wheels. Dopo aver recitato in alcune serie televisive come Arrow e L'uomo nell'alto castello ha esordito al cinema recitando nel film Countdown - Conto alla rovescia (2016).
Successivamente ha recitato in altre serie come Motive, Bates Motel, C'era una volta, Amiche per la morte, Riverdale e Pup Academy e nei film televisivi Miss Christmas (2017), The Bad Seed (2018) e Descendants 3 (2019).
Recentemente ha recitato sul grande schermo in Deadpool 2 (2018) e It - Capitolo due (2019).

## Riconoscimenti[1]
| Anno | Premio                   | Categoria | Lavoro                                      | Risultato       |
| ---- | ------------------------ | --- | ------------------------------------------- | --------------- |
| 2015 | Joey Awards              | Best Actor in a TV Drama Featured Role Age 8-13 Years | Hell on Wheels                              | Vincitore/trice |
| 2015 | Joey Awards              | Best Young Ensemble in a Short Film (con Matilda Shoichet-Stoll, Lina Renna, Cody Davis, Oscar Hartley, Tristan Lawrie, Henry Ruttan, Logan Hosie, Fleur Delahunty, Kaeden Boateng, Isla Smith, Sienna Rose Osborn, Kaydence Dietz, Berkeley Barnholden e Heidi Sheepwash) | Kindergarten Da Bin Ich Wieder              | Candidato/a     |
| 2015 | Joey Awards              | Miglior attore in un cortometraggio (Età 5-8 anni) | Kindergarten Da Bin Ich Wieder              | Candidato/a     |
| 2015 | Joey Awards              | Miglior attore in una tv commerciale o PSA (Età 6-9 anni) |                                             | Candidato/a     |
| 2016 | Joey Awards              | Giovane attore in una TV commerciale (Età 7-9 anni) | The Wish Writer                             | Vincitore/trice |
| 2016 | Joey Awards              | Best Young Actor in a Commercial Voice Over Role |                                             | Vincitore/trice |
| 2016 | Joey Awards              | Miglior giovane attore in una serie TV (Età 6-10 anni) | L'uomo nell'alto castello                   | Candidato/a     |
| 2016 | Joey Awards              | Miglior giovane attore in una serie TV in un ruolo ricorrente (Età 6-9 anni) | Bates Motel                                 | Candidato/a     |
| 2016 | Joey Awards              | Giovane attore in una serie TV drammatica in un ruolo Guest Star/Principale | Motive                                      | Candidato/a     |
| 2016 | Joey Awards              | Miglior giovane attore in un cortometraggio (Età 7-9 anni) | Garbage Man                                 | Candidato/a     |
| 2016 | Joey Awards              | Miglior giovane attore in un lungometraggio in un ruolo di primo piano | Christmas Truce                             | Candidato/a     |
| 2017 | Joey Awards              | Miglior attore in un cortometraggio commerciale (Età 8-10) | The Robot                                   | Vincitore/trice |
| 2017 | Joey Awards              | Miglior attore ricorrente in una serie TV (Età 6-9 anni) | Legion                                      | Candidato/a     |
| 2017 | Joey Awards              | Miglior attore non protagonista in un film TV (Età 6-10 anni) | Signed, Sealed, Delivered: Lost Without You | Candidato/a     |
| 2017 | Joey Awards              | Best Ensemble in a TV Movie (con Madeline Hirvonen, Islie Hirvonen, Isla Crerar e Sage Laing) | While You Were Dating                       | Candidato/a     |
| 2017 | Joey Awards              | Miglior attore o guest protagonista in una serie televisiva (7-10 anni) | C'era una volta                             | Candidato/a     |
| 2017 | Joey Awards              | Best Commercial Voice Over Actor |                                             | Candidato/a     |
| 2018 | Joey Awards              | Miglior attore protagonista in un film TV | Miss Christmas                              | Vincitore/trice |
| 2018 | Joey Awards              | Miglior attore in un ruolo televisivo o cinematografico | Deadpool 2                                  | Candidato/a     |
| 2018 | Joey Awards              | Miglior attore in una pubblicità televisiva | For TV Commercial "White Spot"              | Candidato/a     |
| 2018 | Young Artist Awards      | Miglior interpretazione in uno spot televisivo - Giovane attore o attrice | The Robot                                   | Candidato/a     |
| 2018 | Young Artist Awards      | Miglior interpretazione in una serie televisiva - Miglior giovane attore guest star | C'era una volta                             | Candidato/a     |
| 2018 | Young Entertainer Awards | Miglior giovane attore ricorrente di 11 anni e meno - Serie televisiva | Legion                                      | Candidato/a     |
| 2018 | Young Entertainer Awards | Miglior giovane attore - Film televisivo, miniserie o speciale | While You Were Dating                       | Candidato/a     |
| 2019 | Young Entertainer Awards | Miglior giovane attore non protagonista | Deadpool 2                                  | Candidato/a     |
| 2019 | Young Entertainer Awards | Miglior giovane attore - Film televisivo, miniserie o speciale | The Bad Seed                                | Candidato/a     |

## Filmografia

### Cinema
- The Wish Writer (2015) Cortometraggio
- Kindergarten Da Bin Ich Wieder (2015) Cortometraggio
- Countdown - Conto alla rovescia (Countdown) (2016)
- The Robot (2016) Cortometraggio
- Garbage Man (2017) Cortometraggio
- Deadpool 2 (Deadpool 2) (2018)
- It - Capitolo due (It Chapter Two) (2019)

### Televisione
- Hell on Wheels (Hell on Wheels), nell'episodio "Chinatown" (2015)
- Arrow (Arrow), nell'episodio "Green Arrow" (2015) Non accreditato
- L'uomo nell'alto castello (The Man in the High Castle), nell'episodio "Una via di fuga" (2015)
- Christmas Truce (2015) Film televisivo
- Heartbeat, nell'episodio "Pilot" (2016)
- Motive (Motive), nell'episodio "L'interferenza" (2016)
- Bates Motel (Bates Motel), negli episodi "Ricordi dolorosi" (2016) e "Norman" (2016)
- Il mistero delle lettere perdute - Una consegna divina (Signed, Sealed, Delivered: Lost Without You) (2016) Film televisivo
- While You Were Dating (2017) Film televisivo
- C'era una volta (Once Upon a Time), nell'episodio "Un assassinio scellerato" (2017)
- Miss Christmas (2017) Film televisivo
- Ritrovarsi a San Valentino (While You Were Dating), regia di David Winning – film TV (2017)
- Supergirl (Supergirl), nell'episodio "Crisi su Terra-X - I Parte" (2017) Non accreditato
- The Bad Seed (2018) Film televisivo
- Amiche per la morte (Dead to Me) (2019) Serie televisiva
- Riverdale (Riverdale), nell'episodio "Chapter Fifty-Six: The Dark Secret of Harvest House" (2019)
- Legion (Legion) (2017-2019) serie TV
- Descendants 3 (Descendants 3) (2019) film TV
- Pup Academy (2019) serie Tv
- Quel Natale che ci ha fatto incontrare (Picture a Perfect Christmas), regia di Paul Ziller - film TV (2019)

## Doppiatori italiani
Nelle versioni in italiano delle opere in cui ha recitato, Luke Roessler è stato doppiato da:
- Valeriano Corini in Descendants 3, Dead To Me - Amiche per la morte
- Teo Caprio in C'era una volta, Quel natale che ci ha fatti incontrare
- Gabriele Meoni in Legion
- Leonardo Cococcia in It - Capitolo due